# Шмальц, Герберт Густав
Герберт Густав Шмальц (англ. Herbert Gustave Schmalz; 1 июня 1856 года, Ньюкасл — 24 ноября 1935 года, Лондон )  — английский художник-прерафаэлит .

## Биография
Шмальц родился в Англии в семье немецкого консула Гюстава Шмальца и его английской жены Маргарет Кармайкл; старшей дочери художника Джеймса Уилсона Кармайкла . Он получил обычное образование в области живописи, сначала в Художественной школе Южного Кенсингтона, а затем в Королевской академии искусств, где учился у Фрэнка Дикси, Стэнхоупа Форбса и Артура Хакера . Он закончил обучение в Антверпене в Королевской академии изящных искусств . 
После своего возвращения в Лондон он сделал себе имя как исторический живописец, на чей стиль оказали влияние прерафаэлиты и ориенталисты . В 1884 году он успешно выставил свою картину « Слишком поздно» в Королевской академии. После путешествия в Иерусалим в 1890 году он написал серию картин на темы Нового Завета, одна из самых известных - « Возвращение с Голгофы» (1891). 
После 1895 года Шмальц все чаще писал портреты. В 1900 году он провел большую персональную выставку под названием «Мечта прекрасных женщин» в Обществе изящных искусств на Бонд-стрит . 
Шмальц дружил с Уильямом Холманом Хантом, Вэл Принсепом и Фредериком Лейтоном . В 1918 году, после поражения Германии в Первой мировой войне, он принял девичью фамилию своей матери. 

## Избранные картины

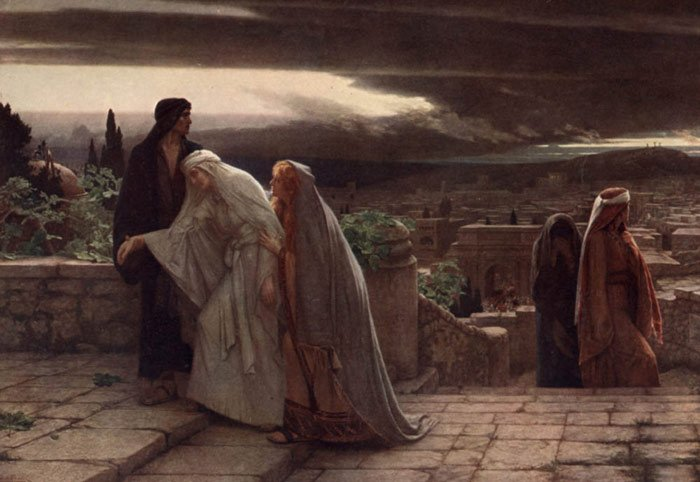
"Возвращение с Голгофы" (1891)
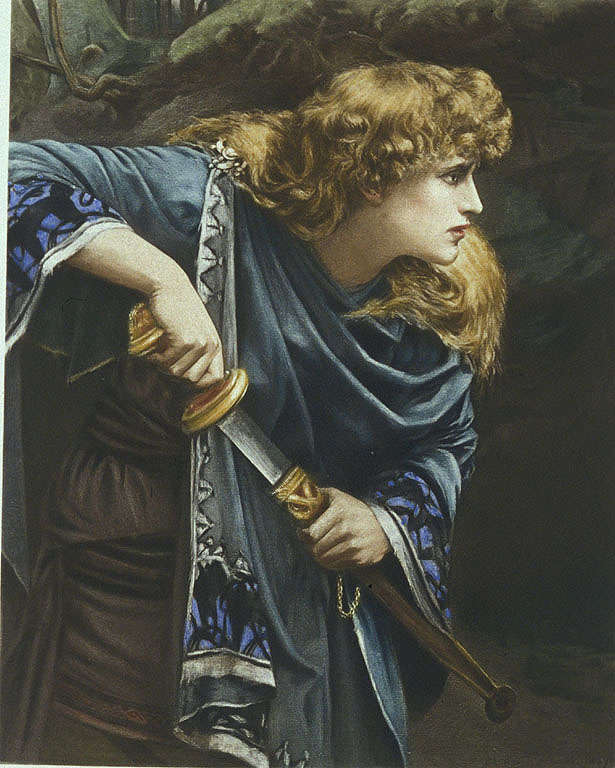
"Имоджен" (1888)
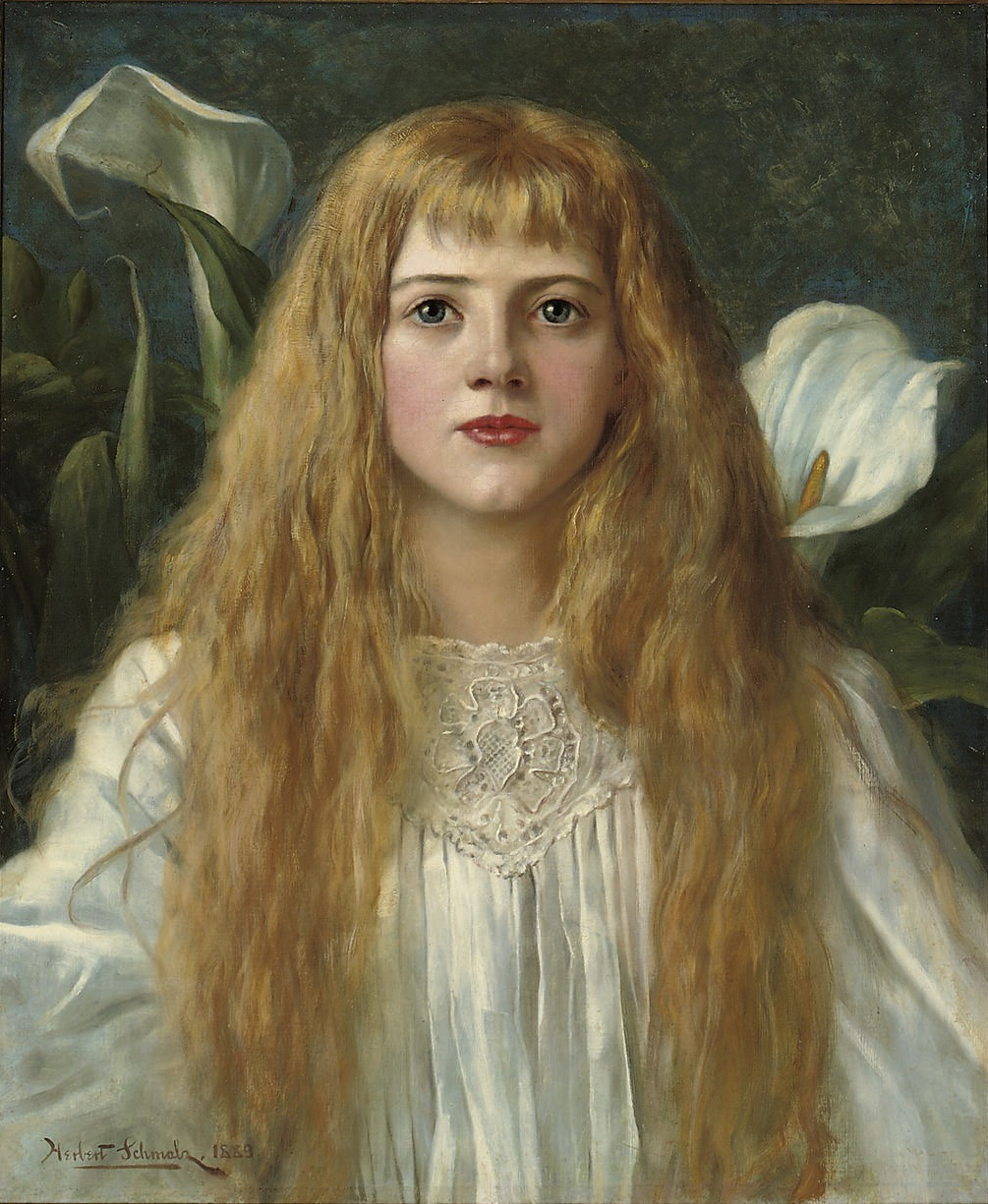
"Прекрасная красавица" (1889)
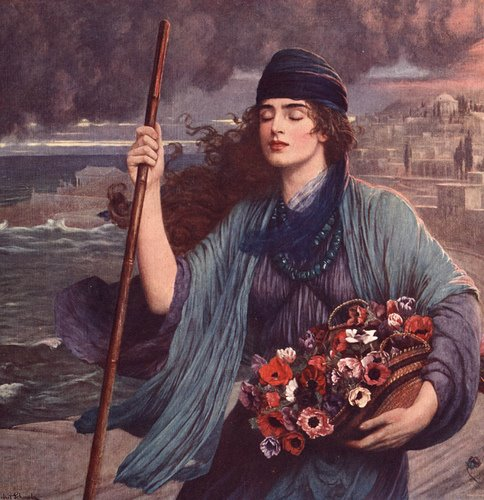
"Нидия, слепая из Помпеи" (1890)
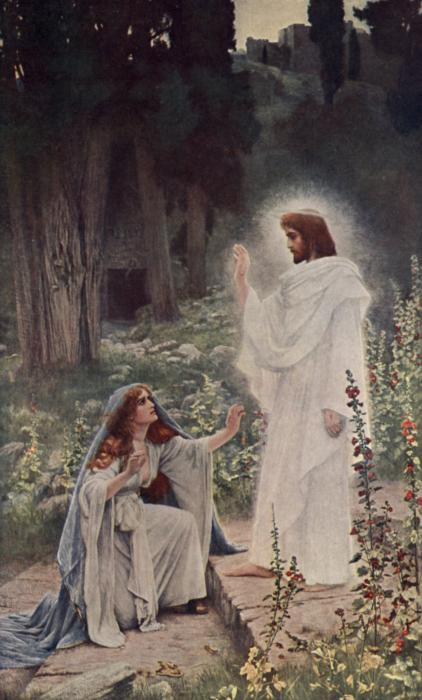
"Раббони" (1896 г.)